# Томас Яшке
Томас Яшке (англ. Thomas Jaeschke, нар. 4 вересня 1993) — американський волейболіст, бронзовий призер Олімпійських ігор 2016 року.

## Виступи на Олімпіадах
| Олімпіада           | Дисципліна | Місце |
| ------------------- | ---------- | ----- |
| Ріо-де-Жанейро 2016 | волейбол   | 3     |